# Altaïr Ibn-LaʼAhad
Altaïr Ibn-La'Ahad (arabsko الطائر ابن لا أحد, kar pomeni "Ptica, sin nikogar") je izmišljen lik v Ubisoftovi seriji videoiger Assassin's Creed. Je sirski mojster asasin, ki je glavni protagonist iger, postavljenih v pozno 12. in zgodnje 13. stoletje. Prvič se pojavi kot glavni igralni lik v izvirni igri Assassin's Creed, ki se dogaja v času tretje križarske vojne leta 1191. Kasneje se je pojavil v izpeljankah Assassin's Creed: Altaïr's Chronicles in Assassin's Creed: Bloodlines ter nadaljevanjih Assassin's Creed II in Assassin's Creed: Revelations (v katerih ga je mogoče igrati le v določenih sekvencah).
Altaïr je prednik (po materini strani) Desmonda Milesa, glavnega junaka sodobnih delov prvih petih glavnih iger v seriji. Rodil se je staršem asasinom leta 1165 in je bil večino svojega življenja član bratovščine asasinov, saj se je začel usposabljati že v mladosti in se do sredine dvajsetih let povzpel do naziva mojstra asasina. Čeprav je bil Altaïr v mladih letih sprva aroganten in egoističen, mu je uspelo premagati svoje pomanjkljivosti ter postati eden najpametnejših in najbolj spretnih asasinov, kar jih je kdaj koli živelo. Potem ko je bil prisiljen ubiti svojega mentorja Al Mualima, ker je izdal asasine, ga je nasledil kot vodja reda in si prizadeval za njegovo reformo. Med svojimi poznejšimi potovanji je Altaïr naredil več pomembnih odkritij, ki so koristila prihodnjim generacijam asasinov, zaradi česar se ga je red spominjal kot legendarne osebnosti. Ob koncu življenja je Altaïr pod bazo asasinov v Masjafu zgradil trezor, v katerega je shranil svoje znanje in najmočnejši artefakt, »rajsko jabolko« (Apple of Eden), nato pa se vanj zaprl. Grobnico in Altaïrove posmrtne ostanke je šele stoletja pozneje, leta 1512, odkril italijanski asasin Ezio Auditore da Firenze.
Lik je bil na splošno dobro sprejet, pohvale so bile namenjene Altaïrovim veščinam asasina in njegovi osebni rasti. Vendar so nekateri kritizirali pomanjkanje njegove zgodbe v prvi igri in vokalno izvedbo Philipa Shahbaza.